# Nationaal Monument Plein 1813
Het Nationaal Monument op het Plein 1813 in Den Haag werd in 1869 onthuld ter nagedachtenis aan de overwinning op Napoleon, het einde van de Franse tijd in Nederland, de onafhankelijkheid en de stichting in 1813 van het Soeverein Vorstendom der Verenigde Nederlanden, de voorloper van het Verenigd Koninkrijk der Nederlanden en het huidige Koninkrijk der Nederlanden.
De eerste steen werd op 17 november 1863, vijftig jaar na dato, gelegd door koning Willem III. De naam van het plein, dat tot dan toe Willemsplein had geheten, werd bij deze gelegenheid veranderd in Plein 1813. Het monument werd onthuld op 17 november 1869 door Prins Frederik der Nederlanden. Het geheel is een ontwerp van architect W.C. van der Waeyen Pieterszen en de Belgische beeldhouwer Jan Jozef Jaquet.
- Boven op het monument staat de triomferende Nederlandse Maagd.
- Op de sokkel staan vier beelden en een beeldengroep: aan de stadskant prijkt koning Willem I, die de eed aflegt op de Nederlandse Grondwet. Ertegenover, aan de Javastraatkant, is het driemanschap van 1813 afgebeeld dat de terugkeer van Oranje voorbereidde: Gijsbert Karel van Hogendorp, Frans Adam van der Duyn van Maasdam en Leopold van Limburg Stirum. Aan beide zijkanten zijn vrouwenfiguren geplaatst die de Godsdienst en de Geschiedenis personifiëren.
- Op de sokkel staat in grote zwarte letters de naam Eben-Haëzer, die verwijst naar de overwinning van de Israëlieten op de Filistijnen in het Bijbelboek 1 Samuel.

In 1954 waren de beelden zozeer aangetast dat er replica's gemaakt moesten worden. Dit heeft Rijnlands Kunstgieterij J.E. Stoxen gedaan. In 2004 werd het monument opnieuw gerenoveerd en in 2007 zijn de bronzen beelden in de was gezet om ze tegen klimatologische invloeden te beschermen.

## Herdenkingen
In 1963, 2013 en 2014 was het monument op het Plein 1813 het toneel van herdenkingen.

### 1963: Nederland 150 jaar onafhankelijk
Op zaterdag 30 november 1963 legde koningin Juliana een krans bij het monument om te herdenken dat de Prins van Oranje 150 jaar eerder in Scheveningen was aangekomen en Nederland 150 jaar onafhankelijk was.

### 2013: Herdenking aankomst prins Willem Frederik
Op zaterdag 30 november 2013 werd de aankomst van prins Willem Frederik in Scheveningen herdacht. De prins, vertolkt door Huub Stapel, werd aan het strand afgezet, waar 650 figuranten hem stonden op te wachten, en met zijn gevolg naar de gereedstaande koetsen gebracht. In een open koets reed hij vervolgens naar het Plein 1813 waar Hans Leijtens, commandant Koninklijke Marechaussee, een toespraak hield. Toen hij een tijd aanwezig was werd er een kanon gevuurd.

### 2014: 200 jaar Koninklijke Landmacht
Op donderdag 9 januari 2014 werd op het Plein 1813 de viering van 200 jaar Koninklijke Landmacht ingeluid met een vaandelgroet aan koning Willem-Alexander. Er waren 1500 militairen bij betrokken. De commandant van de landmacht, generaal De Kruif, overhandigde namens de landmacht een sabel aan de koning. Dit wordt gezien als een vijandelijke daad, tenzij de ontvanger een munt aan de gever geeft. De munt die de koning aan de commandant overhandigde, was geslagen ter gelegenheid van 200 jaar koninkrijk.

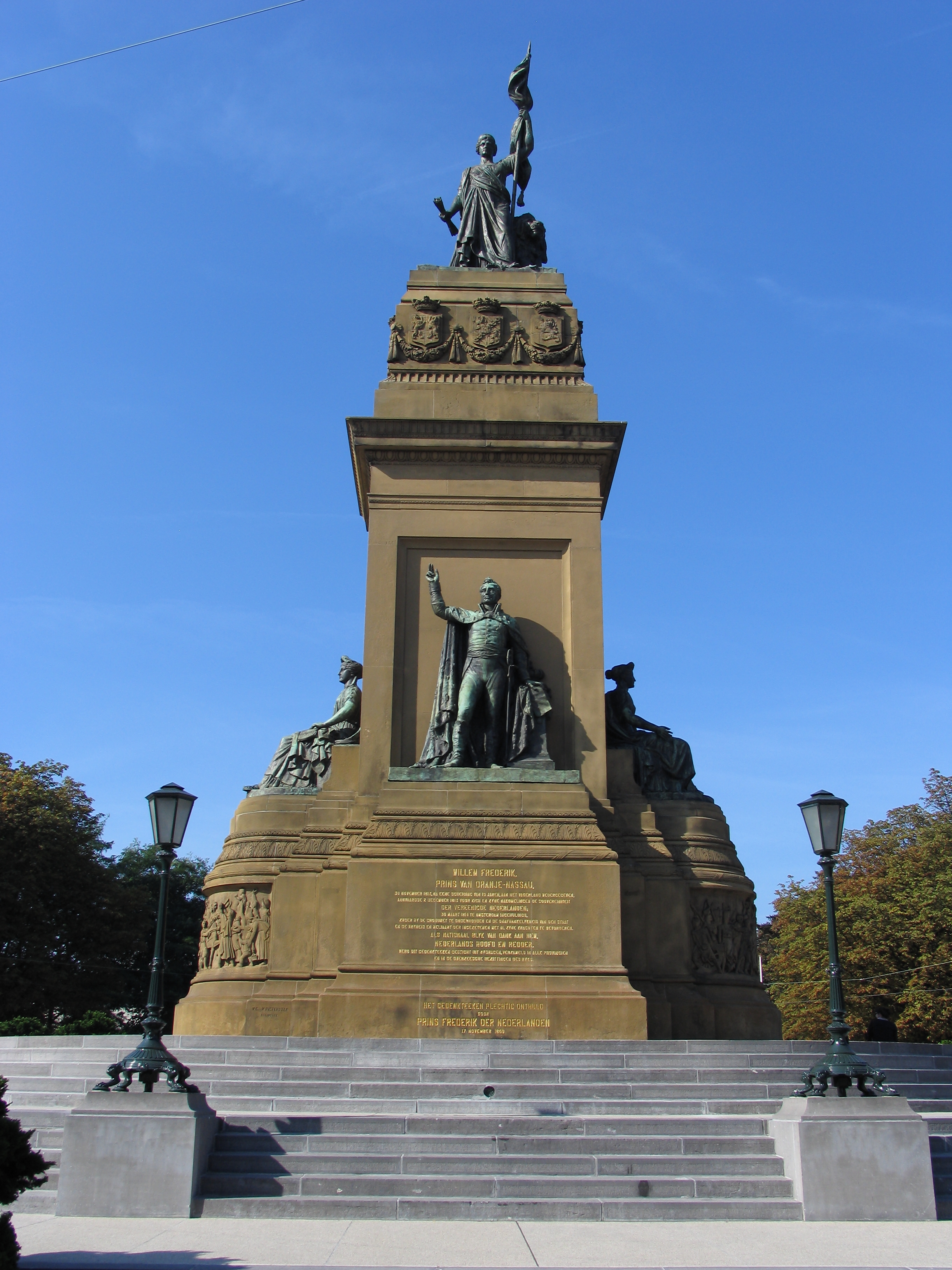
Het monument
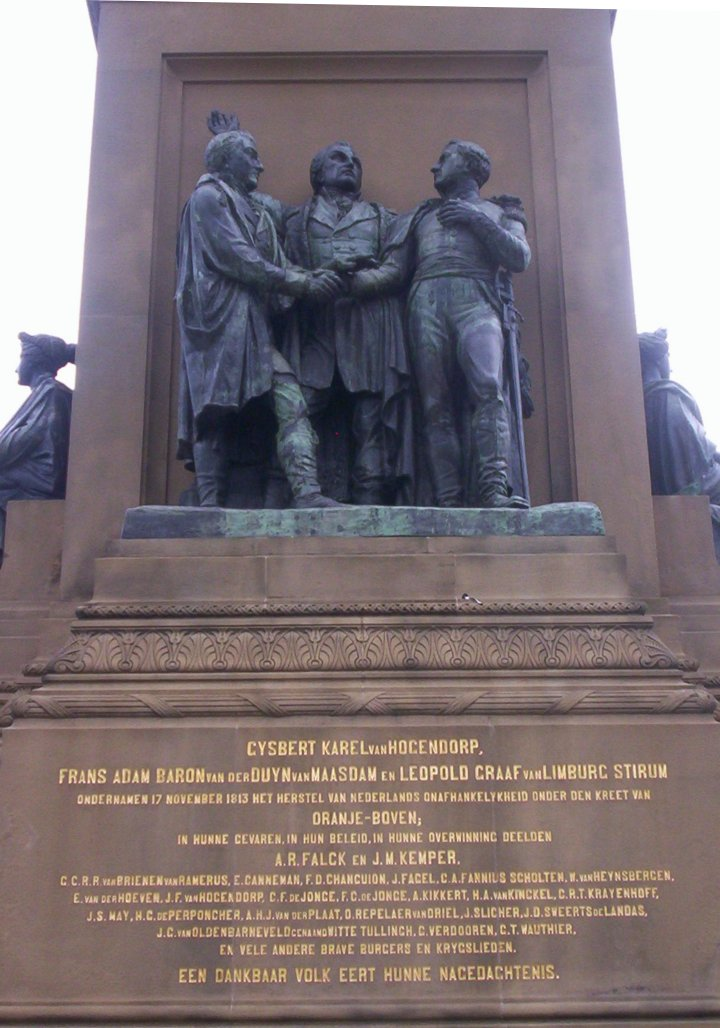
Het monument (detail)
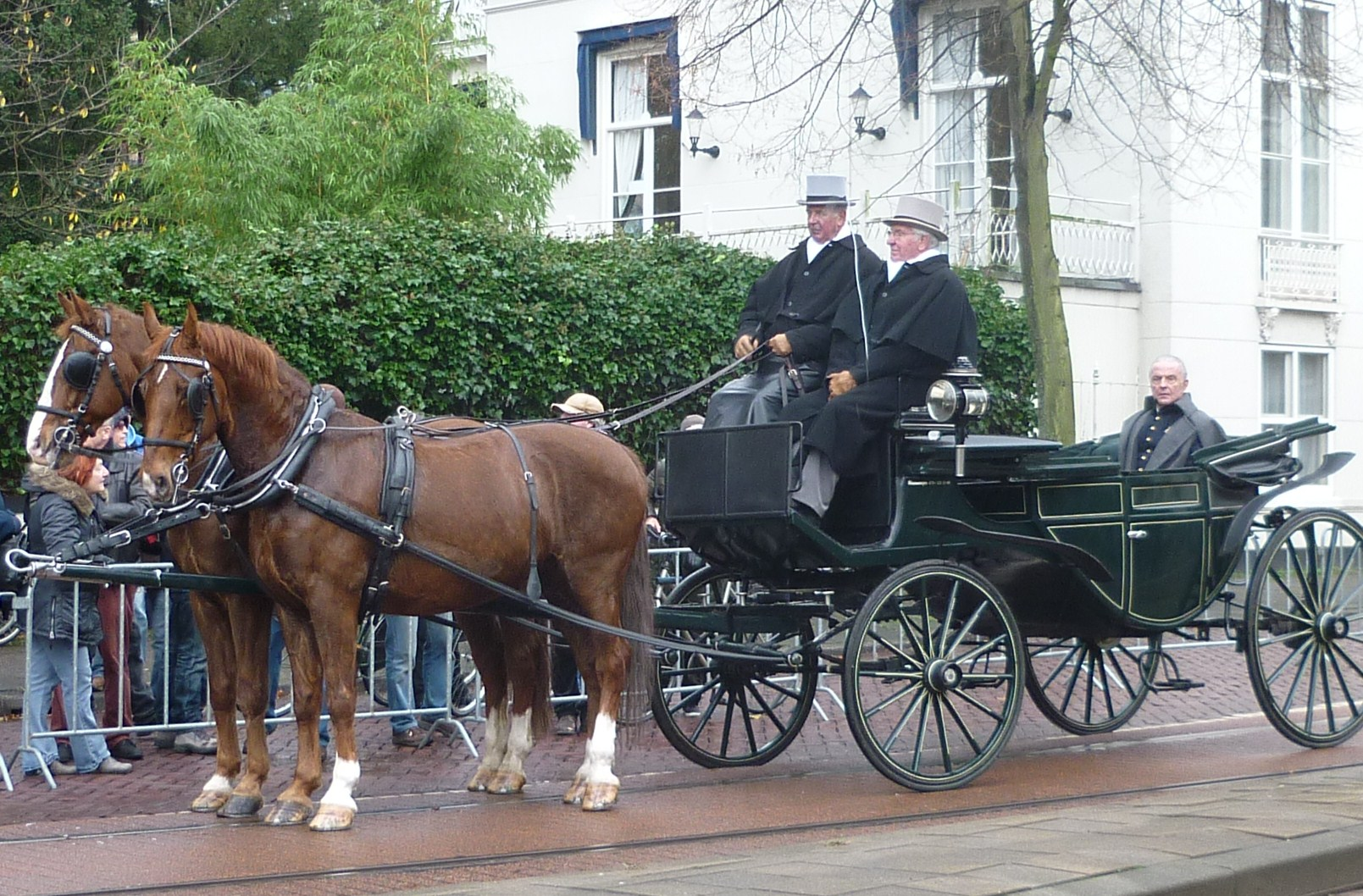
Huub Stapel als Willem Frederik in 2013
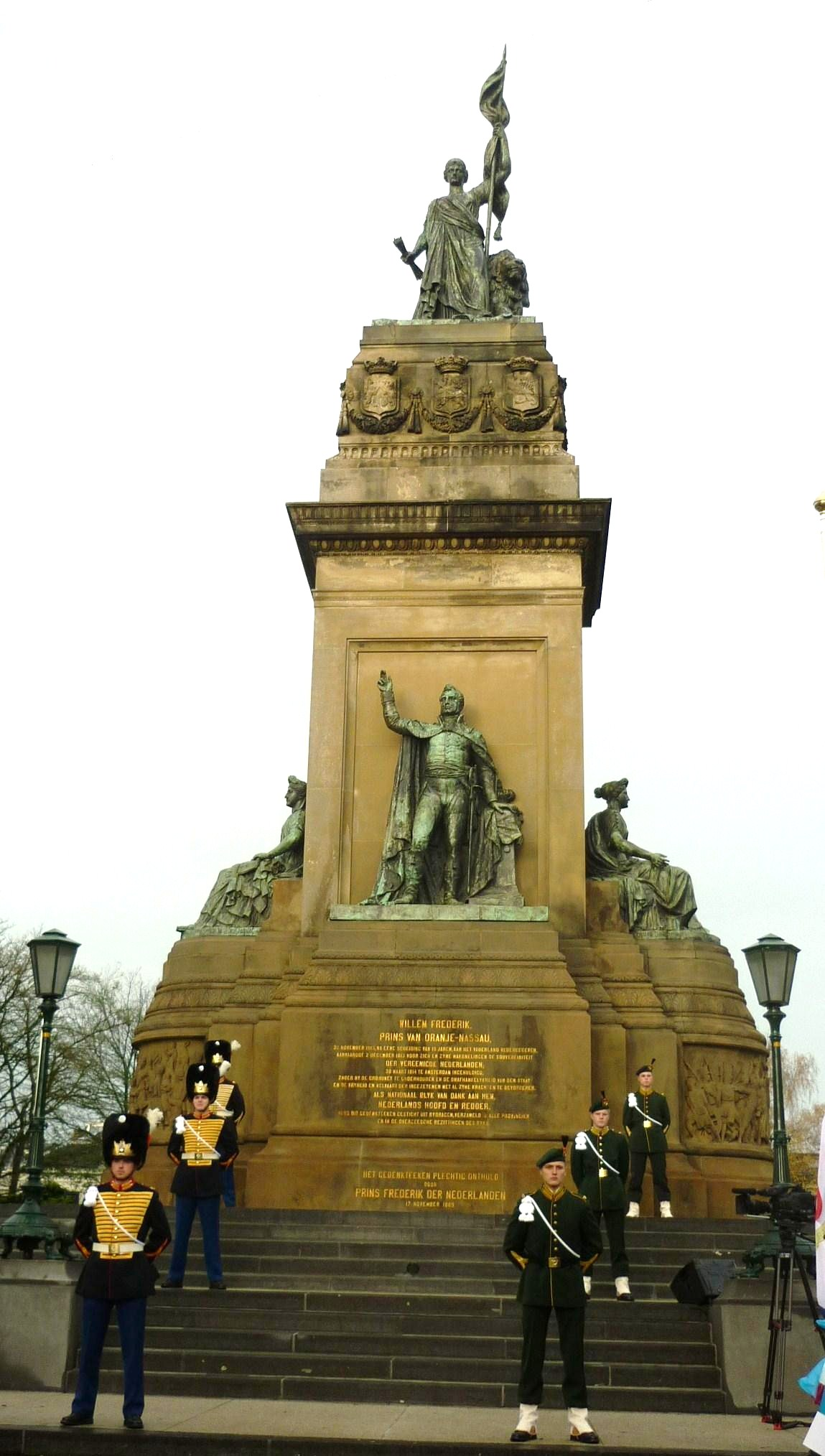
Erewacht op 30 november 2013
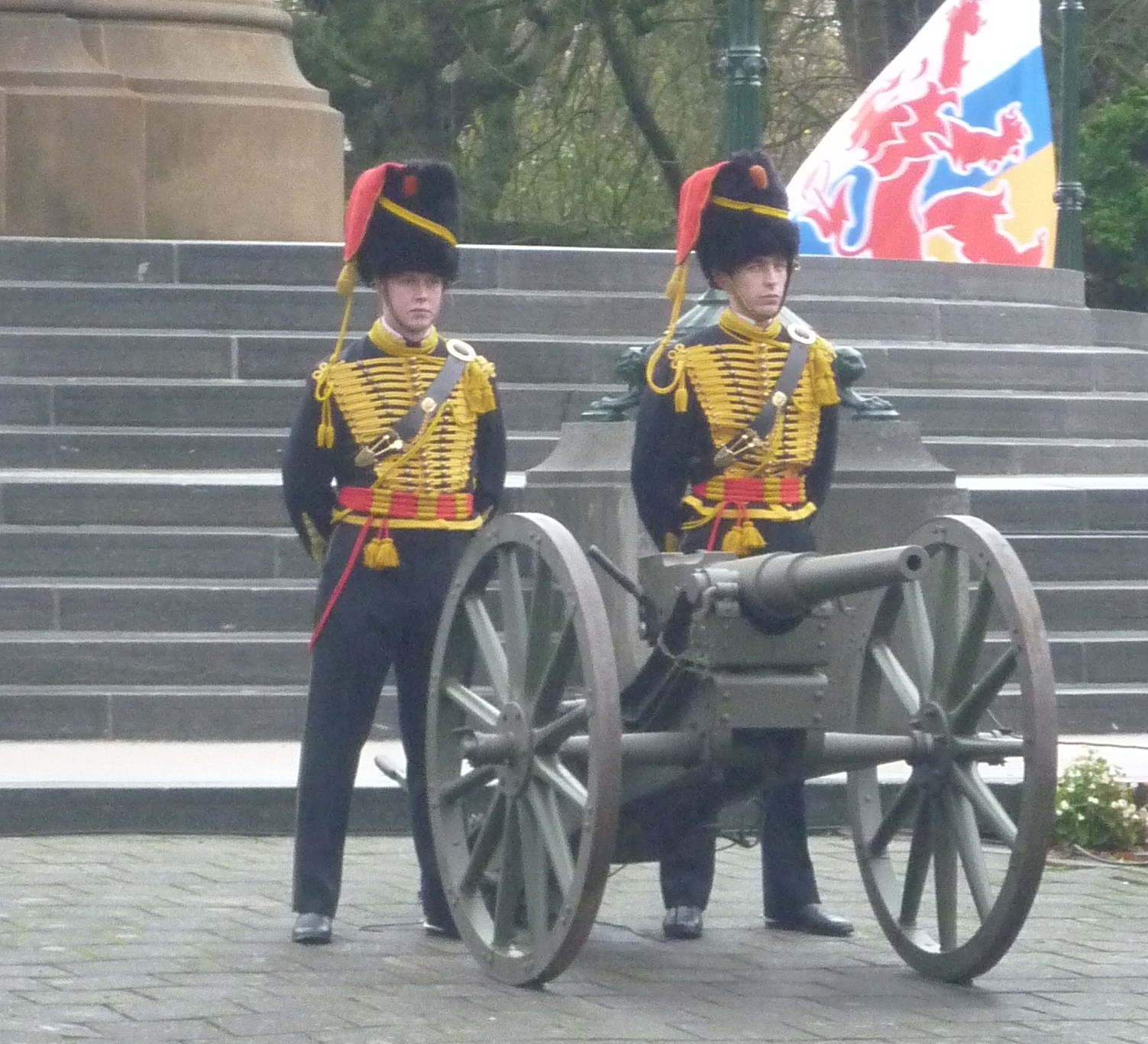
Kanon op Plein 1813